# Dugny
Dugny település Franciaországban, Seine-Saint-Denis megyében. Lakosainak száma 11 723 fő (2022. január 1.). Dugny Bonneuil-en-France, La Courneuve, Le Bourget, Le Blanc-Mesnil, Stains és Garges-lès-Gonesse községekkel határos.

## Népesség
A település népességének változása:
| Lakosok száma | 10 216 | 10 505 | 10 694 | 10 732 | 10 757 | 11 073 | 11 200 | 11 328 | 11 723 |
|               | 2013   | 2015   | 2016   | 2017   | 2018   | 2019   | 2020   | 2021   | 2022   |